# Aurivalh
Aurivalh(francès Auribail) és un municipi occità del Lauraguès, al Llenguadoc, situat en el department de l'Alta Garona, a la regió Occitània.